# Нова Вулька
Нова Вулька (пол. Nowa Wólka) — село в Польщі, у гміні Спічин Ленчинського повіту Люблінського воєводства.
Населення — 180 осіб (2011).

## Демографія
Демографічна структура станом на 31 березня 2011 року:
|          | Загалом | Допрацездатний вік | Працездатний вік | Постпрацездатний вік |
| -------- | ------- | ------------------ | ---------------- | -------------------- |
| Чоловіки | 86      | 23                 | 55               | 8                    |
| Жінки    | 94      | 25                 | 47               | 22                   |
| Разом    | 180     | 48                 | 102              | 30                   |